# Gefantaseerd havengezicht met de Sint Mariakerk te Utrecht
Gefantaseerd havengezicht met de Sint Mariakerk te Utrecht is een schilderij toegeschreven aan de Noord-Nederlandse schilder Anthonie Beerstraaten in het Centraal Museum in Utrecht.

## Voorstelling
Het stelt een havengezicht voor met rechts de zee, met daarin een groot galjoen met Nederlandse vlaggen dat met volle zeilen komt aanvaren. Naast dit schip vaart een galei, een scheepstype dat in de 17e eeuw vooral in het Middellandse Zeegebied voorkwam. Op de voorgrond bevindt zich een roeiboot vol personen, die richting het Nederlandse galjoen lijkt te roeien. In het verschiet nog vier schepen.

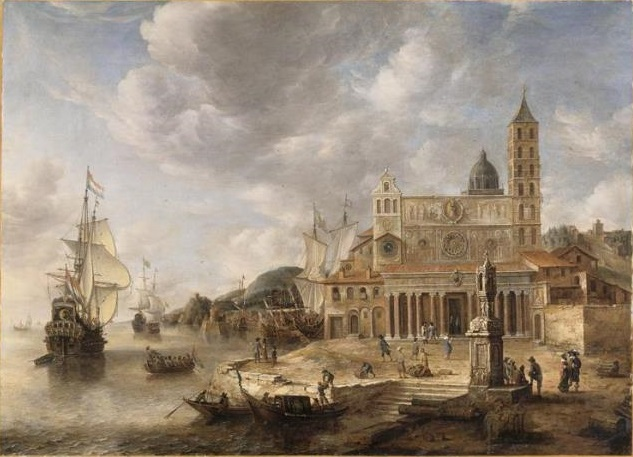
Jan Abrahamsz. Beerstraaten. Gefantaseerd gezicht op een haven en de Santa Maria Maggiore. 1662. Parijs, Musée du Louvre.

De havenstad links wordt gedomineerd door een grote romaanse kerk. Voor deze kerk stond model de Mariakerk in Utrecht, vermoedelijk vanwege het Italiaanse uiterlijk van deze kerk. Voor de kerk, op een door muren omgeven plein, wandelen twee heren en een dame, en zijn twee personen in oosterse kleding met elkaar in gesprek. Aan de kade voor het plein liggen een zeilboot en twee schuiten, waarvan één met een zeil overdekt is, en waarop zich verschillende figuren bevinden.
Achter de havenstad bevindt zich een baai, begrensd door een bergketen, waarop een andere stad ligt. Lager dan de stad zijn twee forten te zien, waarin zich een koepelvormig gebouw bevindt. Op een landtong aan de ingang van de baai bevinden zich tien personen. Daarnaast, gedeeltelijk achter de kerk, ligt een groot schip met rode en groene vlaggen.
Bij het weergeven van de Mariakerk veroorloofde de schilder zich wel enkele vrijheden. Zo was deze kerk in werkelijkheid minder rijzig en plaatste hij op de topgevel een heiligenbeeld.

## Toeschrijving en datering
Het schilderij is links van het midden, op het zeil van een schuit gemonogrammeerd en gedateerd ‘AB / 1661’. Deze signatuur is echter enigszins sleets en werd in het verleden ook gelezen als ‘Aſ / 1667’ met een lange s. Dit leidde tot toeschrijvingen aan Abraham Storck en Aernout Smit. Vanaf 1902 wordt het werk toegeschreven aan de Amsterdamse schilder Anthonie Beerstraaten en 1661 gedateerd. Van Jan Abrahamsz. Beerstraaten, de vader van Anthonie, zijn verschillende van dit soort gefantaseerde Italiaanse havens met bestaande kerken bekend.

## Herkomst
Het werk werd in 1840 geschonken aan de gemeente Utrecht door Matthijs Antonius Franciscus Reuser (1804-1879) uit Utrecht. Het werd van 1872 of 1873 tot 1911 door de gemeente in bruikleen gegeven aan Genootschap Kunstliefde, die het in hun museum onderbracht. In 1921 werd het vermoedelijk in eigendom overgedragen aan het Centraal Museum.